# Paadenurme
Koordinaten: 59° 1′ N, 26° 52′ O
Paadenurme ist ein Dorf (estnisch küla) in der Landgemeinde Avinurme (Avinurme vald). Es liegt im Kreis Ida-Viru (Ost-Wierland).

## Beschreibung und Geschichte
Paadenurme hat 19 Einwohner (Stand 2010). Das Dorf hat eine Fläche von knapp 2300 Hektar. Davon sind 80 % mit Wald bedeckt. Durch den Ort fließt der Bach Avinurme oja.
Paadenurme wurde erstmals Ende des 18. Jahrhunderts auf der Landkarte des deutschbaltischen Kartographen Ludwig August Mellin verzeichnet.
Um den Ort erstreckt sich das Naturschutzgebiet Paadenurme (Paadenurme looduskaitseala), das besonders für seine Storchenkolonien bekannt ist. Die Fläche des Naturschutzgebiets beträgt 267 Hektar.